# François Sulpice Beudant
François Sulpice Beudant (Parigi, 5 settembre 1787 – Parigi, 10 dicembre 1850) è stato un geologo, chimico e mineralogista francese.
In suo onore è stata denominata la beudantite

## Opere

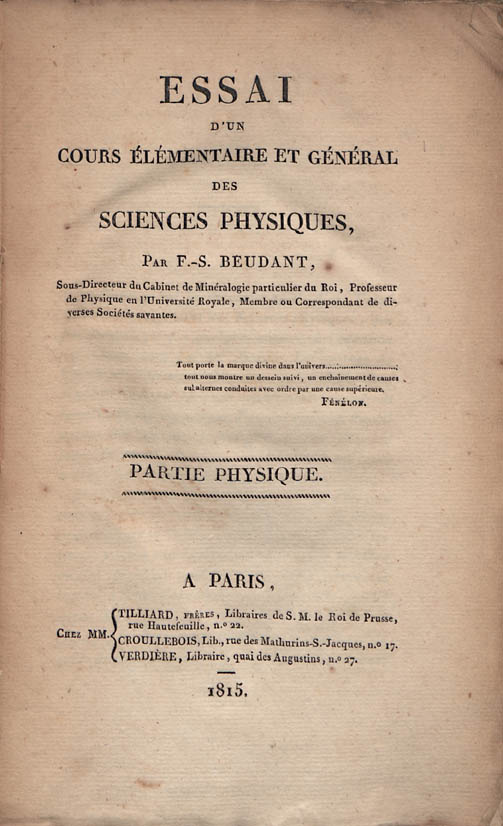
Essai d'un cours élémentaire et général des sciences physiques, 1815

- Essai d'un cours élémentaire et général des sciences physiques, Paris, Tilliard, 1815.
- relation historique, in Voyage minéralogique et géologique en Hongrie, pendant l'année 1818. Tome premier, Paris, Verdière, 1822. URL consultato il 9 febbraio 2021 (archiviato dall'url originale il 3 marzo 2016).
  -  relation historique, in Voyage minéralogique et géologique en Hongrie, pendant l'année 1818. Tome second, Paris, Verdière, 1822. URL consultato il 9 febbraio 2021 (archiviato dall'url originale il 3 marzo 2016).
  -  relation géologique, in Voyage minéralogique et géologique en Hongrie, pendant l'année 1818. Tome troisième, Paris, Verdière, 1822. URL consultato il 9 febbraio 2021 (archiviato dall'url originale il 3 marzo 2016).
  -  atlas, in Voyage minéralogique et géologique en Hongrie, pendant l'année 1818. Tome quatrième, Paris, Verdière, 1822. URL consultato il 9 febbraio 2021 (archiviato dall'url originale il 3 marzo 2016).
- Traité élémentaire de minéralogie, Paris 1ª edizione 1824; 2ª ediz. 1830; trad. in tedesco Leipzig 1826.
- Traité élémentaire de physique, 4ª ediz. 1829; 6ª ediz. 1838; trad. in tedesco Leipzig 1830.
- Cours élémentaire de minéralogie et de géologie, 1841; 12ª ediz. Paris 1868; trad. in tedesco Stuttgart 1858.